# 艾青春
艾青春（1940年8月—），男，中华人民共和国政治人物，原中华人民共和国文化部副部长，国家预防艾滋病委员会成员，全国老龄工作委员会委员，第十届全国政协委员。